# Silicate d'hafnium(IV)
Le silicate d'hafnium(IV) est un composé chimique de formule brute HfSiO4. Il s'agit formellement du sel d'hafnium et d'acide silicique.
Des couches minces de silicate d'hafnium(IV) et de silicate de zirconium(IV) obtenues par dépôt chimique en phase vapeur (CVD), le plus souvent aux organométalliques (MOCVD), peuvent être employées comme diélectriques high-κ à la place du dioxyde de silicium SiO2 dans l'industrie des semiconducteurs.